# Daniel Ordóñez Hernández
Daniel Ordóñez Hernández (13 de junio de 1968) es un abogado y político mexicano miembro del Partido Acción Nacional y con anterioridad al Partido de la Revolución Democrática. Fue diputado federal por  Distrito 13 del Distrito Federal durante la LXIII Legislatura (2015-2018)  y con anterioridad por Distrito 14 del Distrito Federal durante la LIX Legislatura (2003-2006).
Fue candidato a la alcaldía Iztacalco en dos ocasiones por el PAN, la primera en las Elecciones locales de la Ciudad de México de 2021 donde fue derrotado por el candidato de Morena Raúl Armando Quintero Martínez.
La segunda ocasión fue en las Elecciones locales de la Ciudad de México de 2024, nuevamente postulado por el PAN, fue derrotado por otro candidato de Morena la cual fue María de Lourdes Paz Reyes.

## Trayectoria
Mientras estudiaba derecho en la UNAM, Ordóñez fue asesor legal del PRD en la LV Legislatura (1991-1994) y nuevamente durante la LVII Legislatura (1997-2000). Sin embargo, Ordóñez se enfocó en su profesión de abogado, como socio del despacho Ordóñez, Nava y Cisneros entre 1994 y 1995, y abogado asociado del Grupo Abogados Empresariales entre 1995 y 1998.
A inicios de los 2000, Ordóñez desempeñó principalmente diversos cargos en el PRD. Fue consejero estatal de 1998 a 2005, coordinador regional de la cuarta circunscripción en el 2000, Coordinador Nacional de Afiliación de 2000 a 2001, delegado especial del partido nacional cuando se celebraron elecciones internas extraordinarias en Boca del Río, Veracruz, en 2002, y consejero nacional entre 2003 y 2006.
En 2003, Ordóñez fue electo diputado por primera vez, representando al distrito 14 del Distrito Federal en la LIX Legislatura. Se desempeñó como secretario en dos comisiones: una encargada del gobierno y una comisión especial para combatir la corrupción y a los funcionarios públicos del estado de Morelos involucrados en el narcotráfico.
Tras ser diputado federal, Ordóñez fue dos veces diputado en la Asamblea Legislativa del Distrito Federal, de 2006 a 2009 y nuevamente de 2012 a 2015. En el primero de dos periodos, presidió la Comisión para la Procuración y Administración de Justicia; en el segundo, formó parte de siete comisiones y dos comités. Entre 2013 y 2015, Ordóñez estuvo vinculado al Instituto Nacional de Administración Pública (INAP).
Fue nuevamente electo diputado federal en las Elecciones de 2015 esta vez representando al Distrito 13. Se desempeñó como presidente de la Comisión de Puntos Constitucionales y también formó parte de otras dos comisiones: la del Distrito Federal y la de Justicia.